# إحصار فرع الحزمة الأيسر
إحصار فرع الحزمة الأيسر (بالإنجليزية: Left bundle branch block)، واختصارها (LBBB) هو شذوذ في توصيل كهربائية القلب، تحديدا في الفرع الأيسر من الحزمة، يظهر في تخطيط القلب (ECG). في هذه الحالة، يتم تأخير إثارة البطين الأيسر للقلب، مما يسبب تأخر في انقباض البطين الأيسر عن البطين الأيمن.

## الأسباب
من بين أسباب إحصار فرع الحزمة الأيسر:
- تضيق الصمام الأبهري
- اعتلال عضلة القلب التوسعي
- النوبة القلبية الحادة
- مرض القلب التاجي
- المرض الأولي من نظام التوصيل الكهربائي للقلب
- ارتفاع ضغط الدم منذ فترة طويلة، مما يؤدي إلى توسع جذر الأبهر، ومن ثَم ارتجاع الصمام الأبهري
- داء لايم
- التأثير الجانبي لبعض العمليات الجراحية في القلب (على سبيل المثال، إعادة بناء جذر الأبهر)

## التشخيص

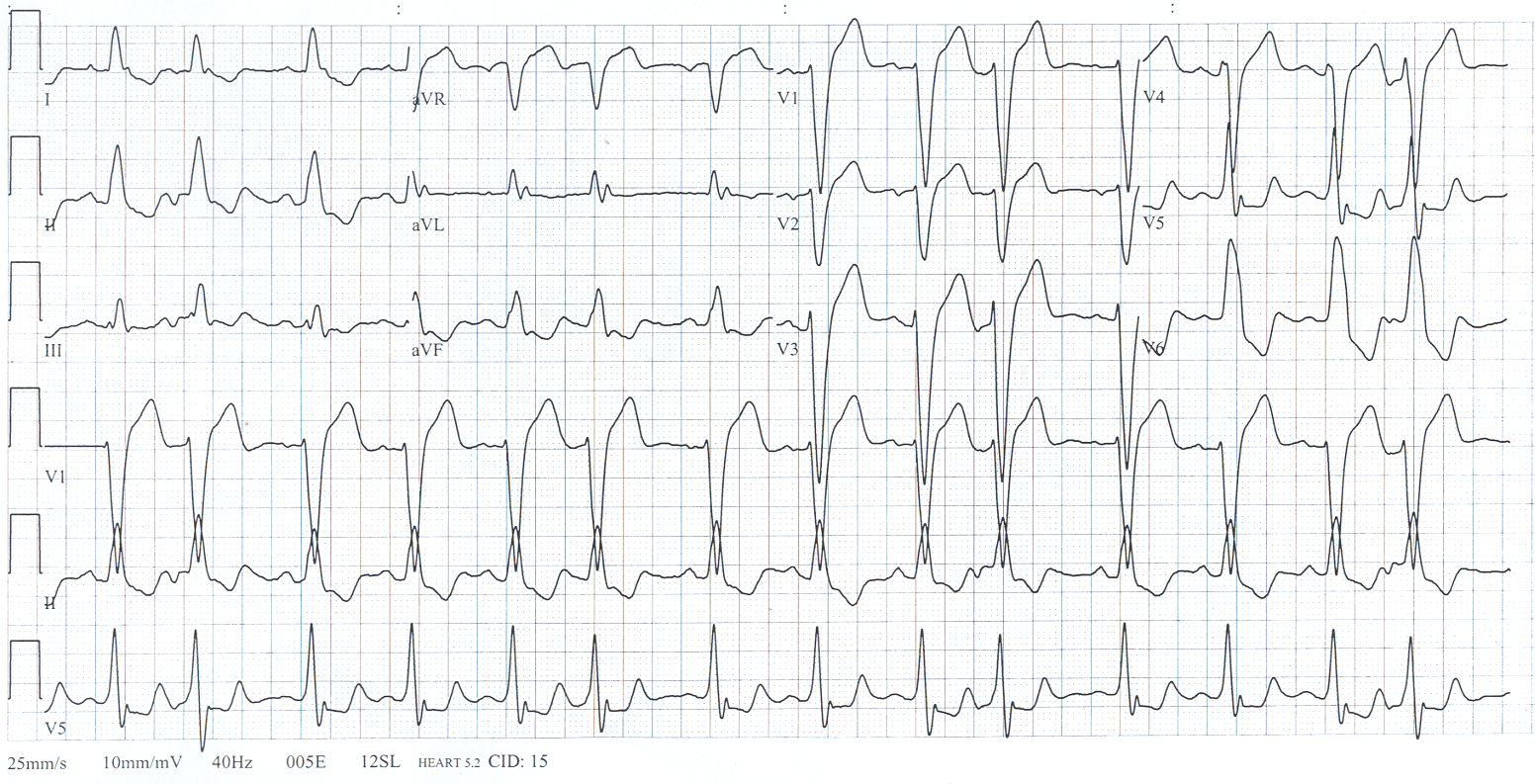
رسم تخطيط القلب يُظهر إحصار فرع الحزمة الأيسر ونظم غير منتظم بسبب انقباضة خارجة فوق البطينية.

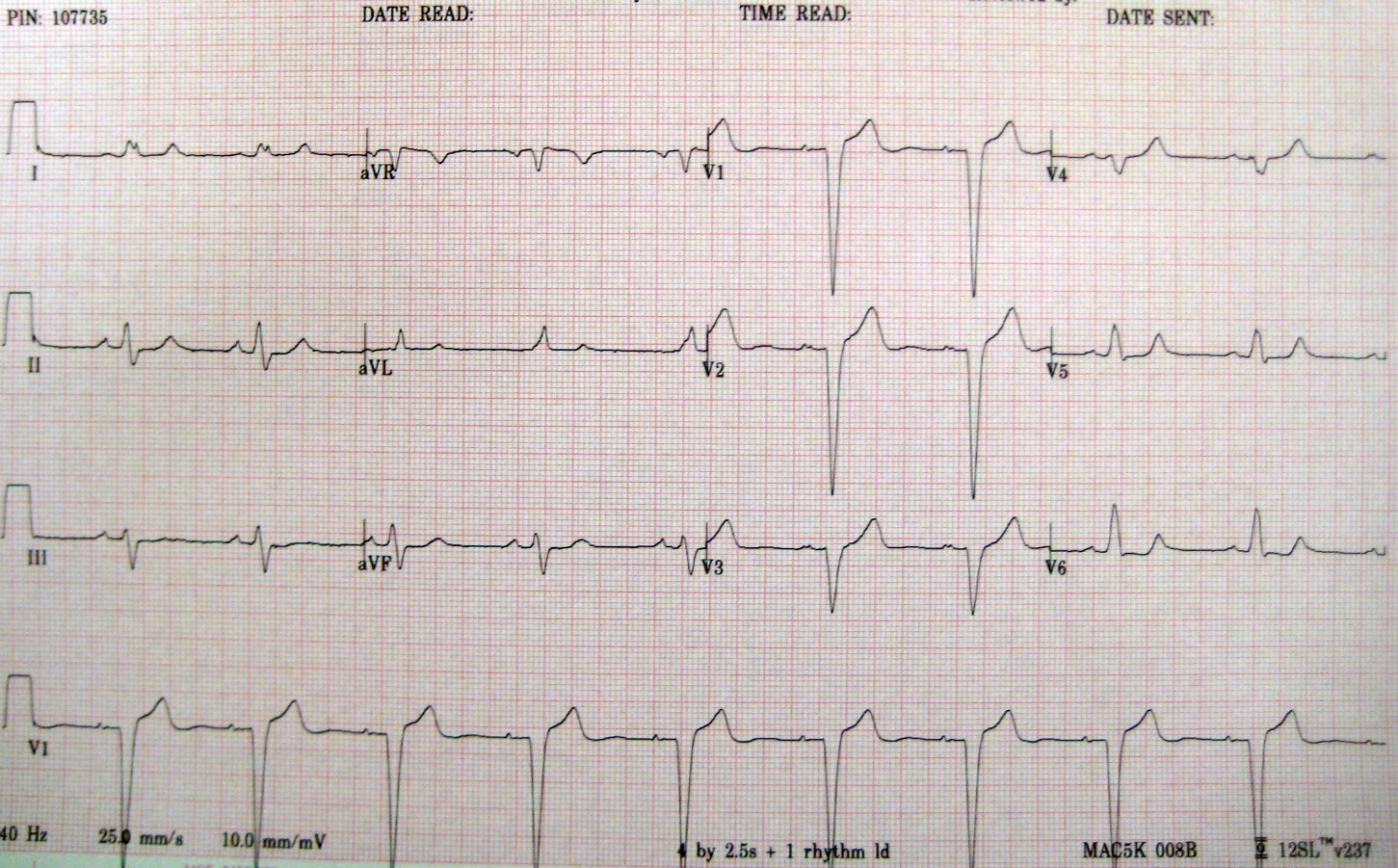
إحصار فرع الحزمة الأيسر

معايير تشخيص إحصار فرع الحزمة الأيسر على تخطيط القلب الكهربائي:
- يجب أن يكون نظم القلب من فوق البطيني
- يجب أن تكون مدة QRS أكثر من أو تساوي 120 مللي ثانية[2]
- يجب وجود QS أو مركب rS في ليد V1
- يجب أن تكون هناك موجة R مشقوقة (على شكل M) في ليد V6

كما يجب انحرف الموجة T عكس انحراف مركب QRS. ويعرف هذا باسم تناوب الموجة T المناسبة مع إحصار الحزمة. وقد توحي الموجة T بنقص التروية أو احتشاء عضلة القلب.
وهناك أيضا إحصارات جزئية لفرع الحزمة اليسرى مثل إحصار حزيمي أمامي أيسر  و«إحصار حزيمي خلفي أيسر». وهذا يدل على تشعب فرع الحزمة اليسرى.

### العواقب التشخيصية
لا يمكن استخدام وجود نتائج إحصار فرع الحزمة الأيسر في تخطيط القلب الكهربائي لتشخيص تضخم البطين الأيسر أو احتشاء الموجة Q؛ لأن إحصار فرع الحزمة الأيسر في حد ذاته يؤدي إلى اتساع مركب QRS، وتغيرات في قطاع ST-T متفقة مع نقص التروية أو الإصابة.

## العلاج
يحتاج المرضى الذين يعانون من إحصار فرع الحزمة الأيسر تقييم كامل للقلب، وقد يحتاج مرضى إحصار فرع الحزمة الأيسر مع الإغماء أو قرب الإغماء إلى جهاز تنظيم ضربات القلب.
وقد يستفيد بعض المرضى الذين يعانون من إحصار فرع الحزمة الأيسر، حيث يكون مركب QRS طويل بشكل ملحوظ (عادة أكثر من 150 مللي ثانية)، وفشل القلب الانقباضي من جهاز تنظيم ضربات القلب البطيني، والذي يسمح بتزامن أفضل لانقباضات القلب.

## وصلات خارجية
- http://library.med.utah.edu/kw/ecg/mml/ecg_lbbb.html